# 宮道列子
宮道 列子（みやじ の たまこ/れっし、生年不詳 ‐ 907年11月30日（延喜7年10月17日））は、平安時代中期の女性貴族。内大臣・藤原高藤の正室。位階は従三位、贈正一位。宮内大輔・宮道弥益の娘。

## 経歴
宮道弥益の娘として生まれる。『今昔物語集』（後述）によると、鷹狩の雨宿りとして弥益の屋敷を訪れた藤原高藤に嫁いだ。高藤との間に生まれた胤子が宇多天皇女御となり、その子（源維城）が後に醍醐天皇になると、列子は天皇の外祖母として従三位に叙せられた。『宇治郡名勝誌』によると、907年11月30日（延喜7年10月17日）に亡くなったとされ、勧修寺栗栖野に葬られたという。同年12月9日（旧暦10月26日）に正一位が追贈された。また、のちに父の弥益や夫の高藤らとともに宮道神社に祀られるようになった。

### 『今昔物語集』での説話
『今昔物語集』巻22「高藤内大臣語 第七」には、次のような高藤と列子のロマンスが伝えられている。鷹狩が趣味であった高藤は、15、16歳の時に鷹狩のため南山階（山城国宇治郡、現在の京都市山科区）を訪れていたが、にわかに雨が降り始め、馬の口取をしている舎人とともに通りかかった郡の大領である弥益の屋敷で雨宿りをした。勧められるままに弥益の邸に1泊した高藤は弥益の娘の列子に一目ぼれして一夜の契りを結んだ。翌日、京に戻ろうとした高藤は、自身の佩刀を列子に預けて身の回りに他の男を寄せ付けてはいけないと言い残して屋敷を去った。
鷹狩から帰らぬ息子を心配して待っていた高藤の父・良門は激怒し、高藤が今後鷹狩に行くことを厳しく禁じた。また、道案内をした舎人も田舎に帰ってしまったため、列子は高藤と長らく音信不通になってしまった。それから6年後、京に帰ってきた舎人の案内によって高藤はようやく列子と再会するが、その時、列子は高藤に瓜二つの娘を連れていた。かつて、高藤との一夜の契りで宿した子であった。2人の間に生まれた姫君（胤子）は宇多天皇女御となり、後に生まれた男子2名（定国と定方）も大いに繁栄し、父である弥益も四位に叙せられ、修理大夫となった。
また、『交野少将物語』にも、列子をモデルにした交野少女が登場する。『今昔物語集』同様に、低い身分の少女が貴公子に見初められて結婚し、生んだ子が后となり国母として尊敬を集める「幸ひ人」として描かれており、列子の一生が当時の中流女性の成功譚として見られていたと考えられる。『源氏物語』の光源氏と明石の御方らの恋の話も、身分格差のあった列子と高藤が結ばれた話がモデルであると言われている。なお、作者の紫式部は高藤と列子の子孫にあたる。

## 系譜
- 父：宮道弥益
- 母：不詳
- 夫：藤原高藤
  - 男子：藤原定国（867年 - 906年）
  - 男子：藤原定方（873年 - 932年） - 紫式部の曽祖父
  - 女子：藤原胤子（? - 896年） - 宇多天皇女御、贈皇太后
  - 女子：藤原満子（872年 - 937年） - 尚侍

## 旧跡

### 墓所

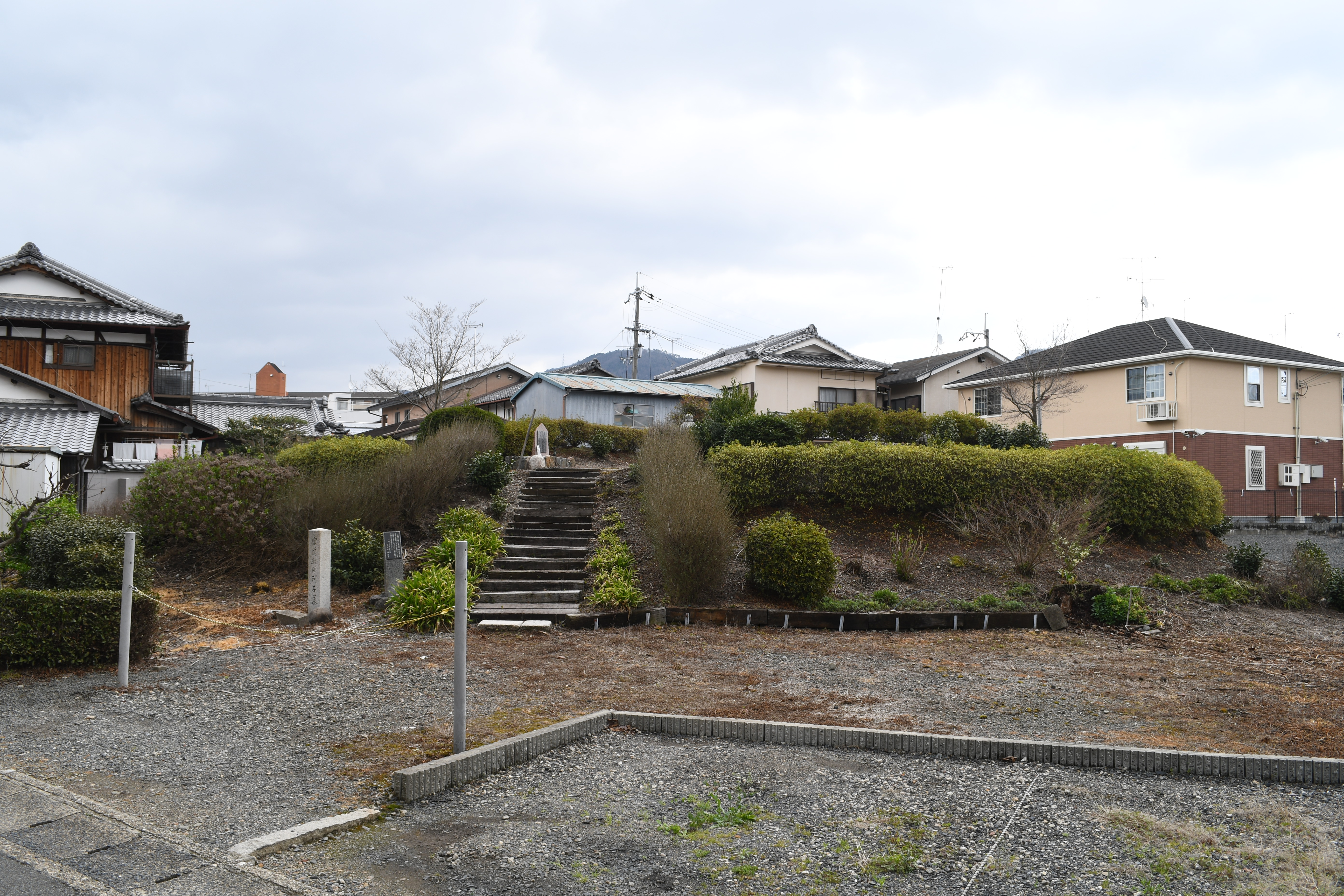
宮道古墳

墓所は、京都市山科区西野山中臣町にある宮道古墳であり、延喜式諸陵寮の「後小野墓」（のちのおののはか）に当たるものとされる。宮道古墳は栗栖野丘陵一帯に広がる中臣十三塚古墳群の一つに当たり、かつては多くの円墳が遺されていたが住宅開発で大部分が失われ、現在墳丘の形を留めるものは宮道古墳と折上稲荷神社境内にある稲荷塚古墳のみである。

### 神社
列子を祭神として祀る神社が存在する。
- 宮道神社 - 勧修寺の南側にある神社で、898年（寛平10年）に創設された。宮道氏の祖神とされる日本武尊とその子の雅武王とともに祀られている。